# Yūki Maki
Yūki Maki (jap. 巻佑樹 Maki Yūki; ur. 26 czerwca 1984) – japoński piłkarz występujący na pozycji napastnika.

## Kariera klubowa
Od 2007 do 2012 roku występował w klubach Nagoya Grampus i Shonan Bellmare.